# My Mother Is a Belly Dancer
Pour plus de détails, voir Fiche technique et Distribution.
My Mother Is a Belly Dancer (師奶唔易做, Seelai ng yi cho, litt. « Ce n'est pas simple d'être une see lai ») est une comédie hongkongaise réalisée par Lee Kung-lok et sortie en 2006 à Hong Kong. C'est une partie de la série Focus: First Cut d'Andy Lau destinée à mettre en avant de jeunes réalisateurs asiatiques prometteurs.
Le film est un portrait de trois see lai, terme familier de Hong Kong pour désigner des femmes, en particulier des femmes au foyer, qui approchent de la quarantaine.
Elle totalise 233 918 HK$ de recettes au box-office, ce qui est extrêmement faible.

## Synopsis
Mme Chan (Amy Shum) est une femme au foyer dont la fille est adulte et qui tend à dominer son mari. Mme Lee (Sydney Suet Lei), de son côté, est d'une nature très douce, avec un mari chauvin (Kent Tong) et un jeune fils qui est troublé par ses mauvaises notes. Mme Wong (Kristal Tin (en)) est éboueuse et a quatre filles. Son mari (Gordon Lam) est sans emploi et la famille a du mal à joindre les deux bouts. Sa vie bascule lorsqu'elle est licenciée.
Mme Chan et Mme Lee rejoignent par curiosité les cours de danse du ventre dispensés par Pasha (Pasha Umer Hood). Celle-ci remplace leur professeur de danse traditionnelle et beaucoup dans le quartier pensent que cette danse est indécente. Bientôt, Mme Wong et une femme plus jeune et mère célibataire Cherry (Monie Tung), se joignent à elles. Cherry a la vingtaine et veut trouver un père aisé pour son petit garçon.
Les cours de danse du ventre deviennent progressivement le centre de la vie de ces femmes, qui tentent de faire face au stress de leur vie quotidienne. Le mari de Mme Chan a une liaison avec une femme plus jeune et elle songe au divorce mais est encore incapable de faire de pas. Le mari de Mme Lee s'oppose à ses cours et l'empêche d'y assister, en particulier après que sa belle-mère se soit évanouie après avoir dansé trop vigoureusement lors d'un rassemblement de danse du ventre. Mme Wong doit faire face au stress de ne pas avoir de revenu, même si son mari exprime son soutien pour ses cours de danse. Cherry a l'intention de mettre fin à sa recherche d'un mari aisé et de s'installer avec quelqu'un qui accepte son bébé.
Le film se termine avec une solution à chaque problème : Mme Chan accepte le divorce grâce au soutien de sa fille adulte, Mme Lee retrouve son mari après avoir brièvement déménagé, Mme Wong trouve un nouvel emploi et même Cherry rencontre quelqu'un qui s'intéresse vraiment à elle et son bébé.

## Fiche technique
- Titre original : 師奶唔易做
- Titre international : My Mother Is a Belly Dancer
- Réalisation : Lee Kung-lok
- Scénario : Erica Lee et Hai Yan
- Photographie : Jason Kwan
- Montage : Cheung Kin-hung et Daniel Yu
- Musique : Paul Wong (en)
- Production : Andy Lau, Lorna Tee, Wong Ching-po (en) et Chen On Chu
- Société de distribution : Focus Films (en)
- Pays d'origine :  Hong Kong
- Langue originale : cantonais
- Format : couleur
- Genre : comédie
- Durée : 104 minutes
- Dates de sortie :
  - Hong Kong : 9 novembre 2006
  - Singapour : 25 janvier 2007

## Distribution
- Cheung Wing-Hong
- Amy Chum : Mme Chan (crédité sous le nom de Yan-mei Tam)
- Pasha Umer Hood : Pasha
- Lam Chi-chung (en) : caméo
- Gordon Lam : Mr Wong
- Andy Lau : Adili (caméo)
- Suet Lei : Mme Lee (sous le nom de Sydney)
- Kristal Tin (en) : Mme Wong
- Kent Tong : Mr Lee
- Monie Tung : Cherry